# Cercanías

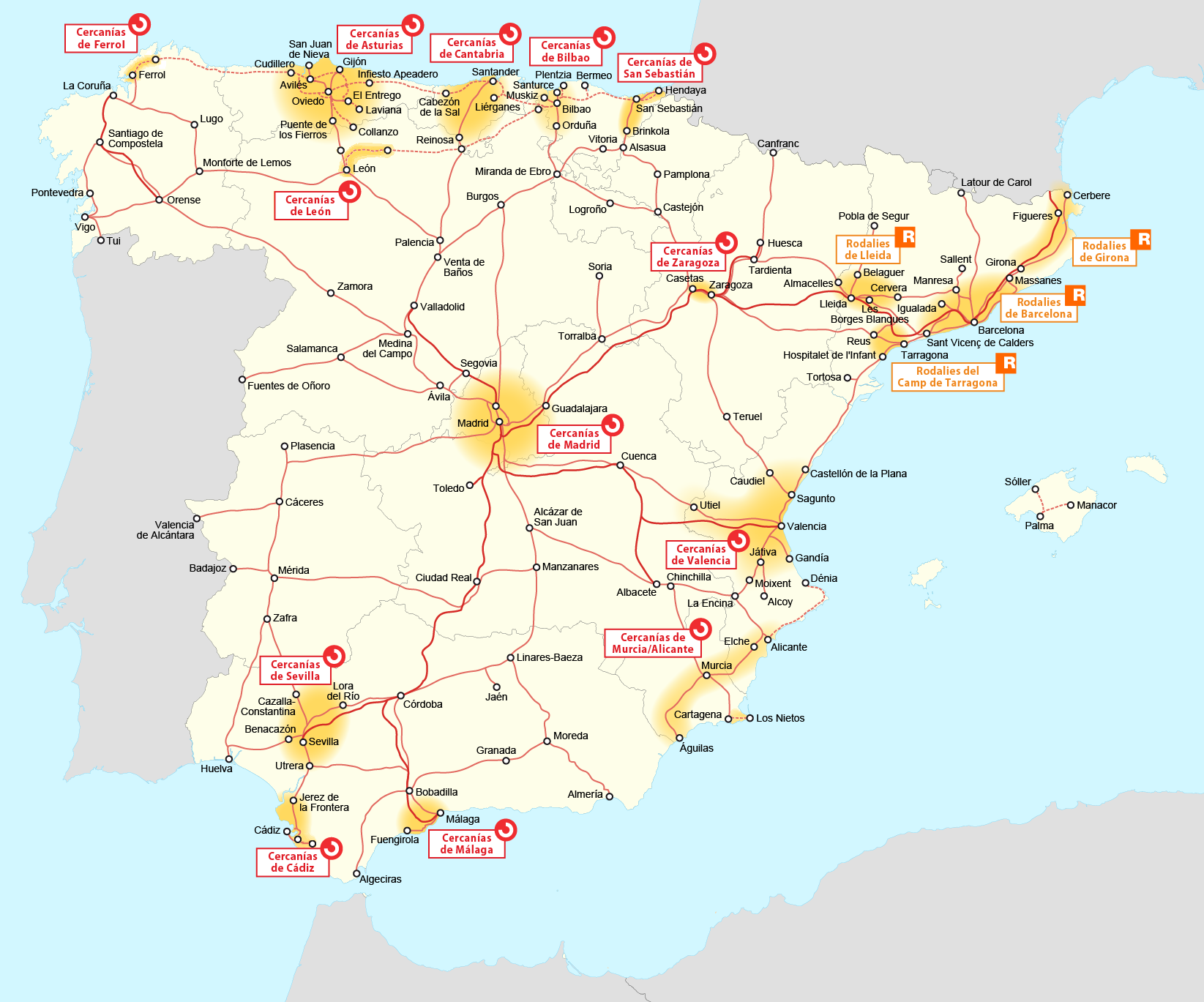
Bản đồ các hệ thống xe điện Cercanías.

Cercanías (tiếng Tây Ban Nha: [θerkaˈni.as]) là hệ thống xe lửa/xe điện công cộng tại các vùng đô thị lớn của Tây Ban Nha. Ở Catalunya và Cộng đồng Valencia hệ thống được gọi là Rodalies (phát âm tiếng Catalunya: [ruðəˈli.əs], phát âm tiếng Catalunya: [roðaˈli.es]), trong khi nó có tên gọi Aldiriak (tiếng Basque: [aldiɾikoak]) ở xứ Basque.
Do công ty đường sắt quốc gia RENFE kiểm soát, Cercanías đang được xem xét để chuyển giao quyền quản lý cho một số chính quyền tự trị, bao gồm Rodalies de Catalunya dưới sự quản lý của chính quyền Catalan bây giờ do "Ferrocarrils de la Generalitat de Catalunya" tiếp quản.
Hiện tại có 12 hệ thống Cercanías ở Tây Ban Nha: Asturias, Bilbao, Catalonia, Cádiz, Madrid, Málaga, Murcia/Alicante, Santander, San Sebastián, Seville, Valencia, và Zaragoza. Nó cũng được kết nối với hệ thống xe điện metro ngầm ở Madrid, Barcelona, Valencia, và Bilbao.
Hệ thống Madrid là mục tiêu của vụ đánh bom xe lửa tại Madrid 2004. Vụ khủng bố đã làm 191 người thiệt mạng xảy ra tại ga Santa Eugenia, El Pozo và Atocha; đây cũng là vụ khủng bố đẫm máu nhất tại Tây Ban Nha cho đến nay.